# مهران (طالقان)
مهران هي قرية في مقاطعة طالقان، إيران. يقدر عدد سكانها بـ 503 نسمة بحسب إحصاء 2016.